# Christoph Wietfeldt
Christoph Wietfeldt (* 19. April 1978 in Stralsund als Christoph Paepke) ist ein ehemaliger deutscher Eishockeyspieler, der während seiner Karriere unter anderem für die Kölner Haie und die Grizzly Adams Wolfsburg in der Deutschen Eishockey Liga aktiv war.

## Karriere
Wietfeldt begann seine Karriere im Nachwuchs der Eisbären Berlin, ab 1997 war er bei den Kölner Haien mit der Juniorenmannschaft in der Junioren-Bundesliga aktiv. Seine ersten Einsätze in der Profimannschaft absolvierte er während der Saison 1998/99. Insgesamt setzte ihn der damalige Haie-Trainer Timo Lahtinen 23 Mal in der Deutschen Eishockey Liga ein. In der folgenden Spielzeit gehörte der Deutsche dem Stammkader der Haie an und konnte in 49 Ligapartien acht Scorerpunkte erzielen. Nach einer weiteren Saison in Köln, verließ er den Verein im Sommer 2001 und wechselte in die 2. Bundesliga zu den Lausitzer Füchsen. Mit den Füchsen erreichte der damals 24-jährige das Play-off-Viertelfinale, wo er mit seiner Mannschaft mit 0:3 Niederlagen gegen den ERC Ingolstadt verlor. 
Zur Saison 2002/03 unterschrieb der Offensivspieler einen Vertrag bei dem damaligen Zweitligisten Grizzly Adams Wolfsburg, mit denen er in den Jahren 2004 und 2007 die Meisterschaft der 2. Bundesliga gewinnen konnte und in die Deutsche Eishockey Liga aufstieg. Wietfeldt, der seine Karriere zum Ende der Spielzeit 2007/08 im Alter von 30 Jahren beendete, ist mit 347 absolvierten Ligapartien der Akteur mit den zweitmeisten Spielen und mit 433 Strafminuten der Spieler mit den drittmeisten Strafminuten in der Vereinsgeschichte der Wolfsburger.

## Erfolge und Auszeichnungen
- 2004 & 2007 Meister der 2. Bundesliga und Aufstieg in die DEL mit den Grizzly Adams Wolfsburg